# Grottes des mille Bouddhas de Bezeklik
Pour les articles homonymes, voir Grottes des mille Bouddhas.
Les grottes des mille Bouddhas de Bezeklik sont un ensemble de grottes bouddhistes datant du Ve au IXe siècle, situées entre Tourfan et le xian de Piqan, dans la  région autonome ouïghoure du Xinjiang.

## Description
Sur environ un kilomètre de longueur, elles ont été creusées entre les Ve siècle et Xe siècle par des moines bouddhistes. Sur 77 grottes, une soixantaine de grottes sont bien conservées et sont richement décorées de fresques antiques. Certaines fresques ou sculptures sont de facture et d'inspiration occidentale ou manichéenne.

## Historique
L'archéologue allemand Albert von Le Coq avec l’aide de son assistant Theodor Bartus, scia et arracha des supports pour plus de 360 kg de fresques, statues et autres œuvres d’art, de quoi remplir 305 caisses qu’il expédia à Berlin. Une partie de cette collection fit l’objet d’un dépôt dans ce qui était alors le Musée d’ethnologie de la Prinz-Albrecht-Straße (actuelle Niederkirchnerstraße), jusqu’à ce qu’une bombe ne l’endommage lourdement en 1944. Ce qui subsiste est actuellement exposé au Musée d'Art asiatique de Berlin.
En 1982, les grottes des mille Bouddhas de Bezeklik ont été inscrites à la liste des monuments du patrimoine de la République populaire de Chine (chinois : 全國重點文物保護單位 / 全国重点文物保护单位 ; hanyu pinyin : quánguó zhòngdiǎn wénwù bǎohù dānwèi).

## Galerie

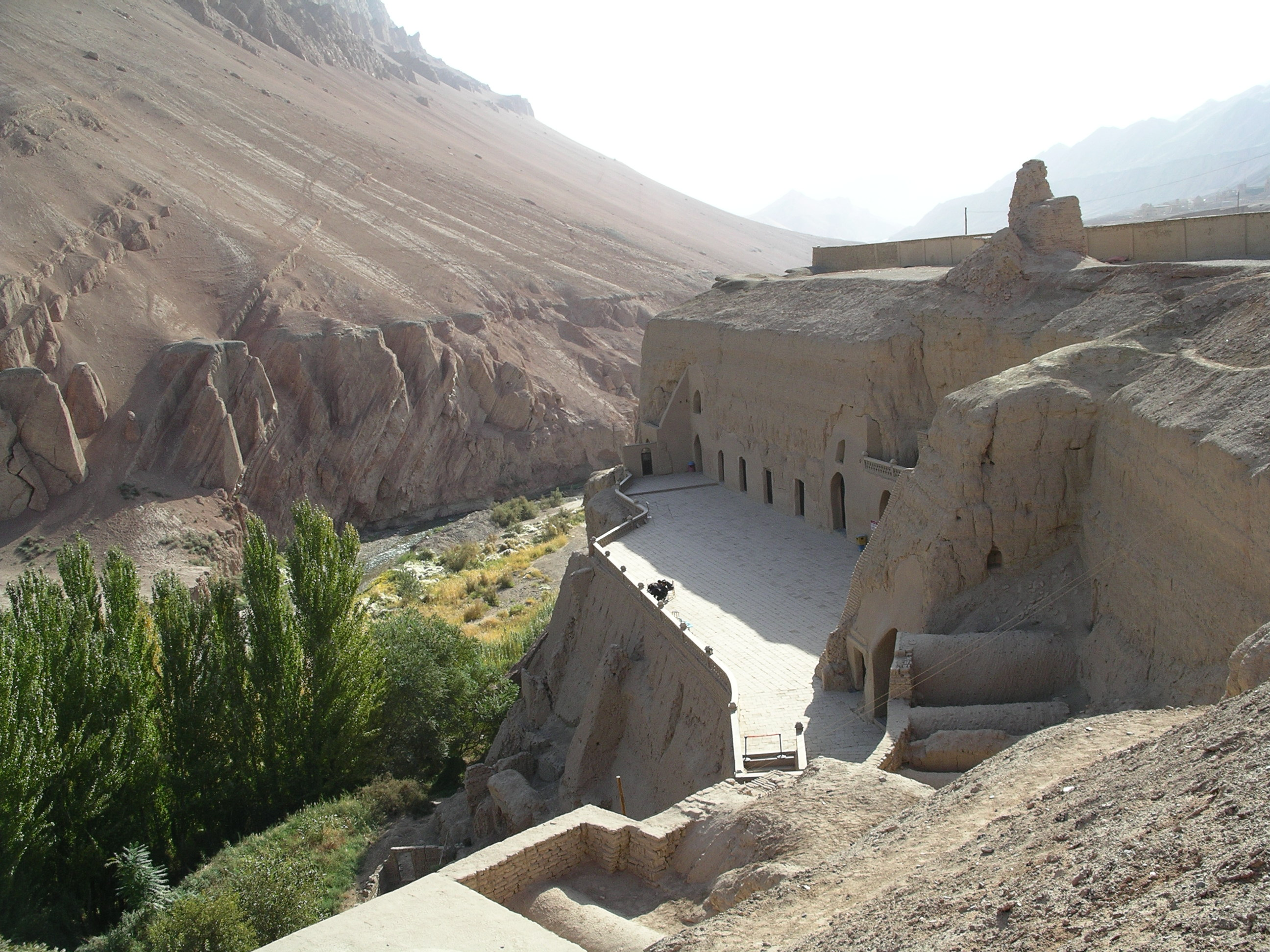
Vue sur les grottes
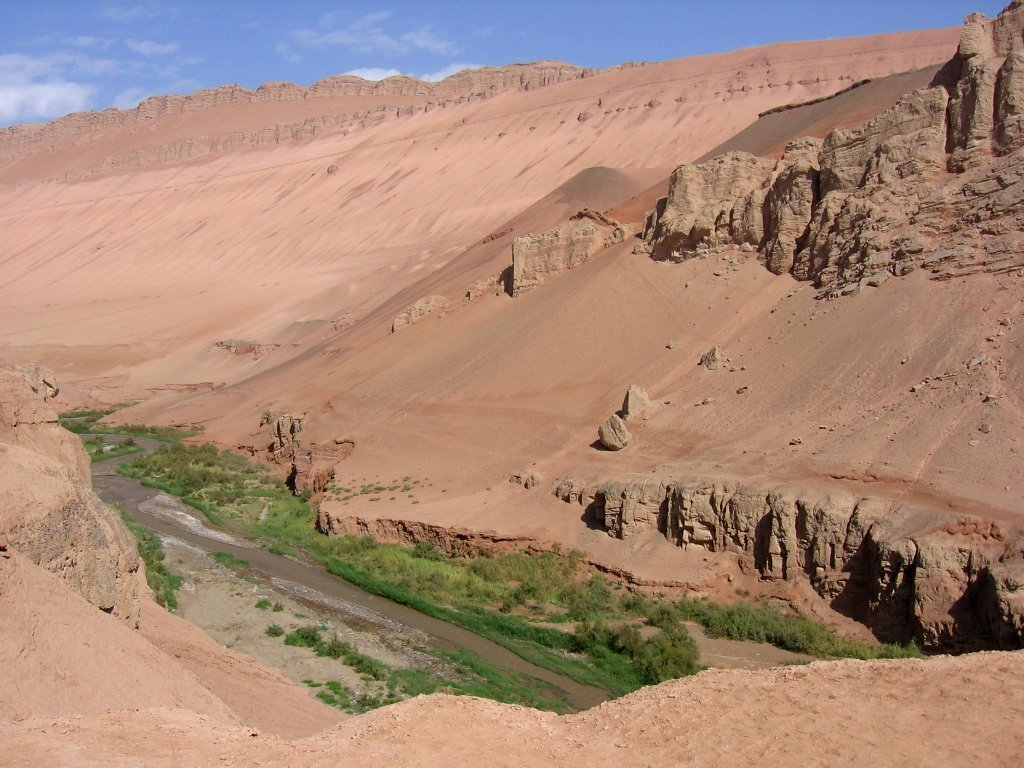
Vue sur la vallée
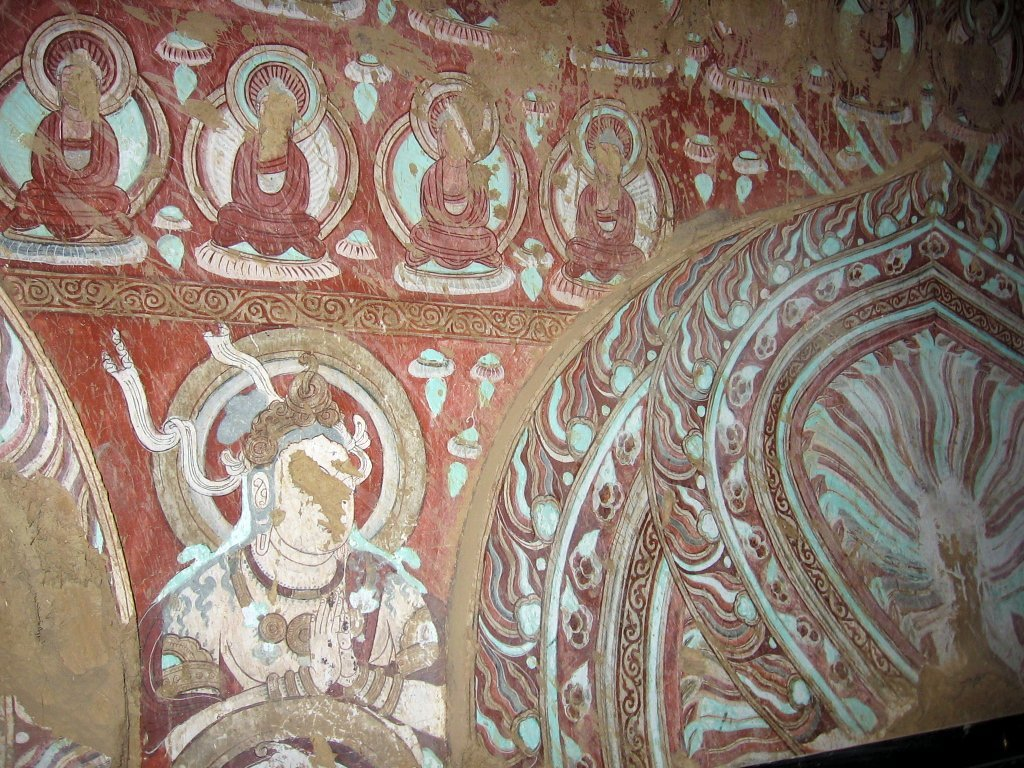
Fresques des Bouddhas
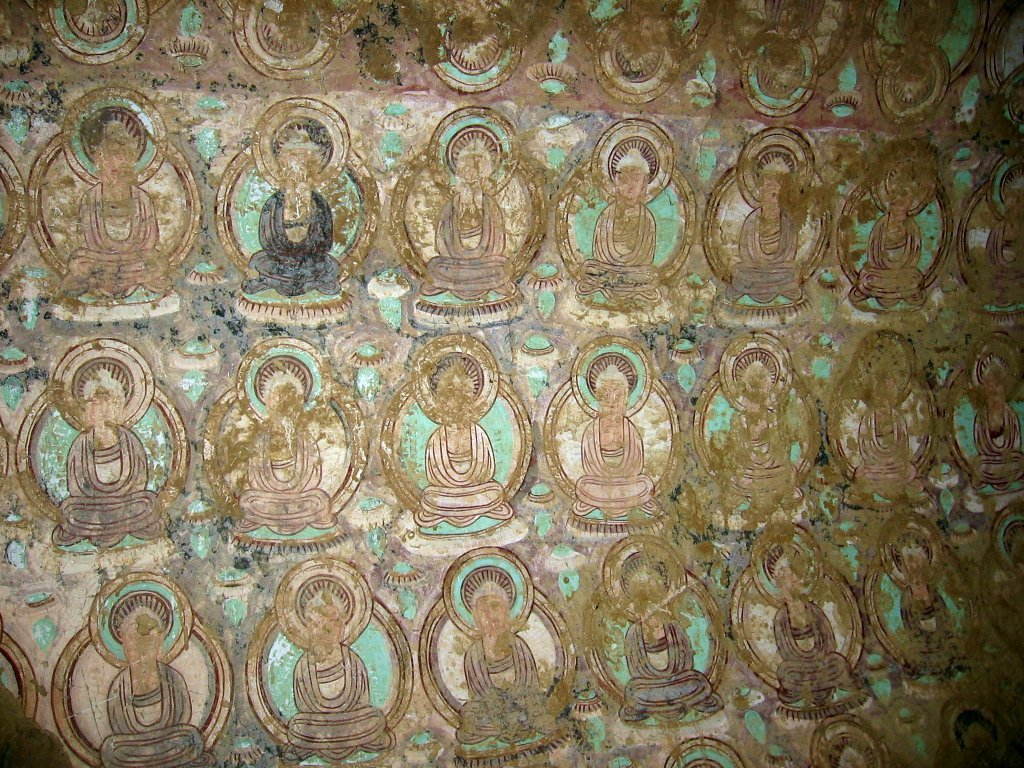
Fresques des Bouddhas
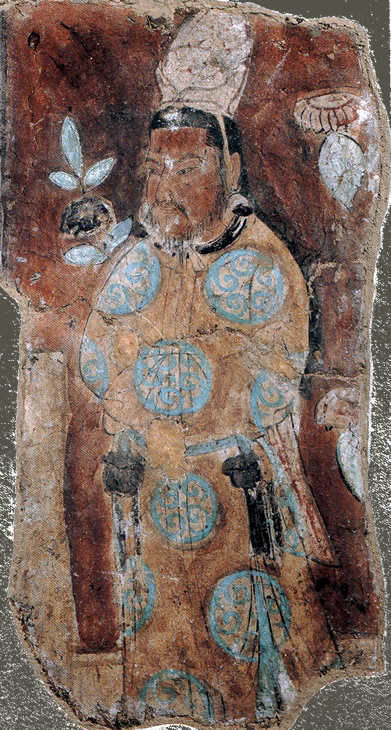
Un prince ouïghour
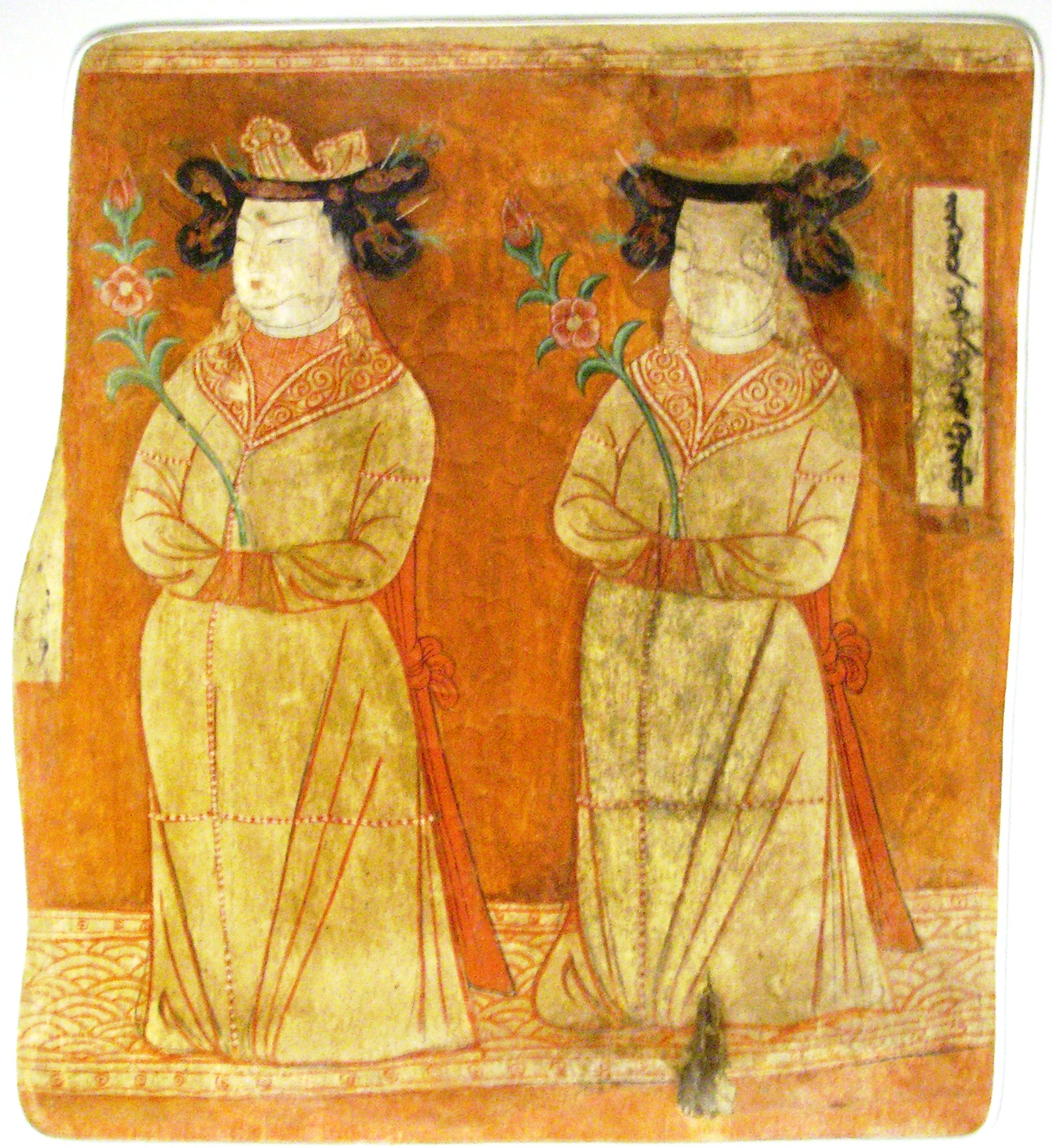
Une princesse ouïghoure, grotte no 9,  Museum de l'Art asiatique, Berlin
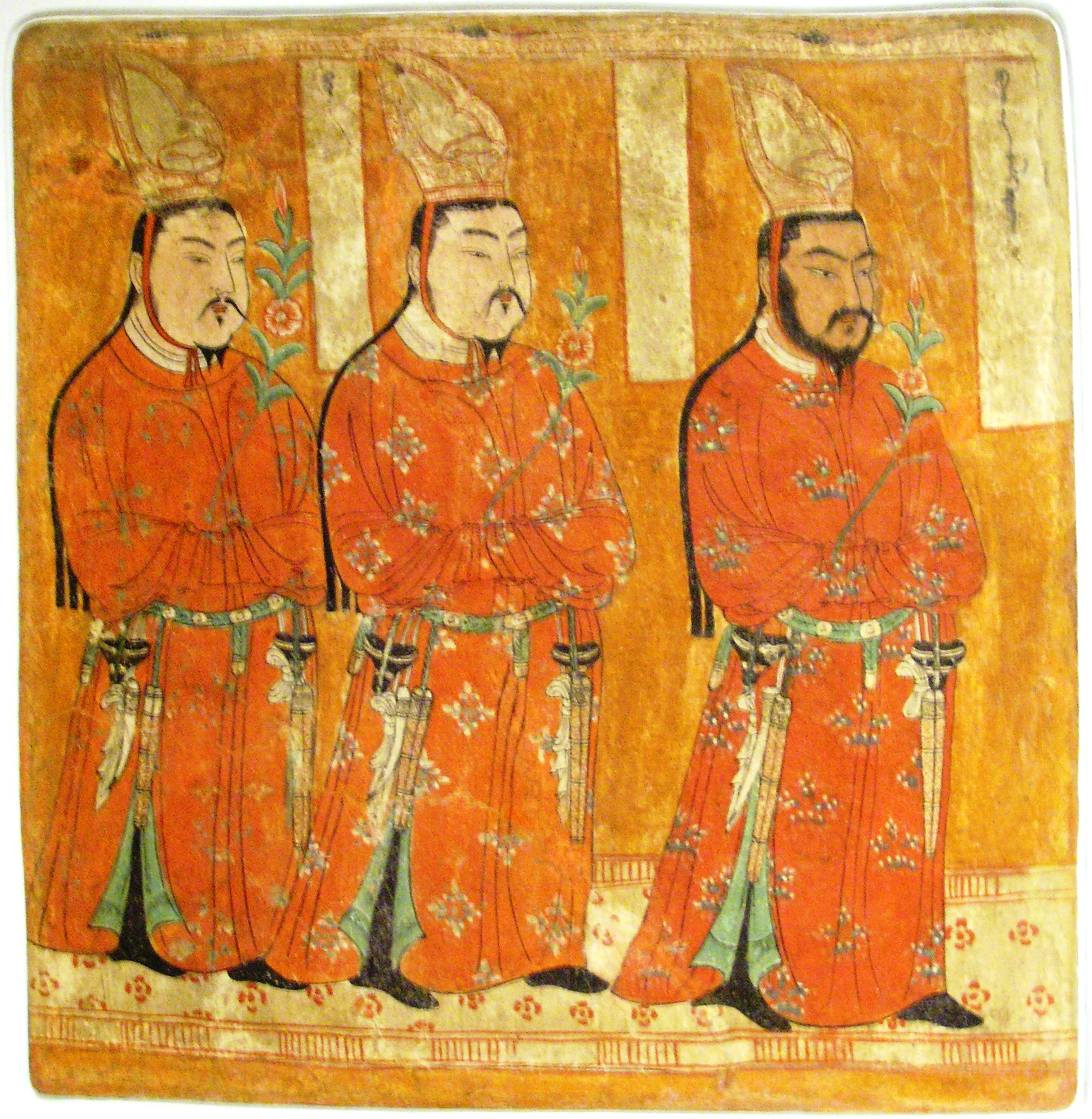
Princes ouïghours portant des robes et des tiares, grotte n°9.
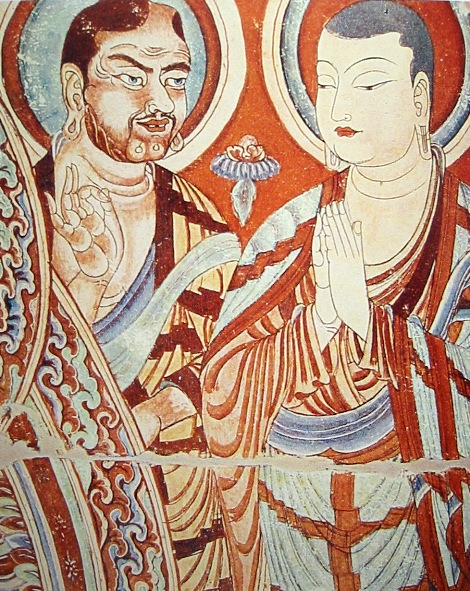
Probablement, un moine tokharien (à gauche) avec un moine bouddhiste d'Asie de l'Est (à droite)
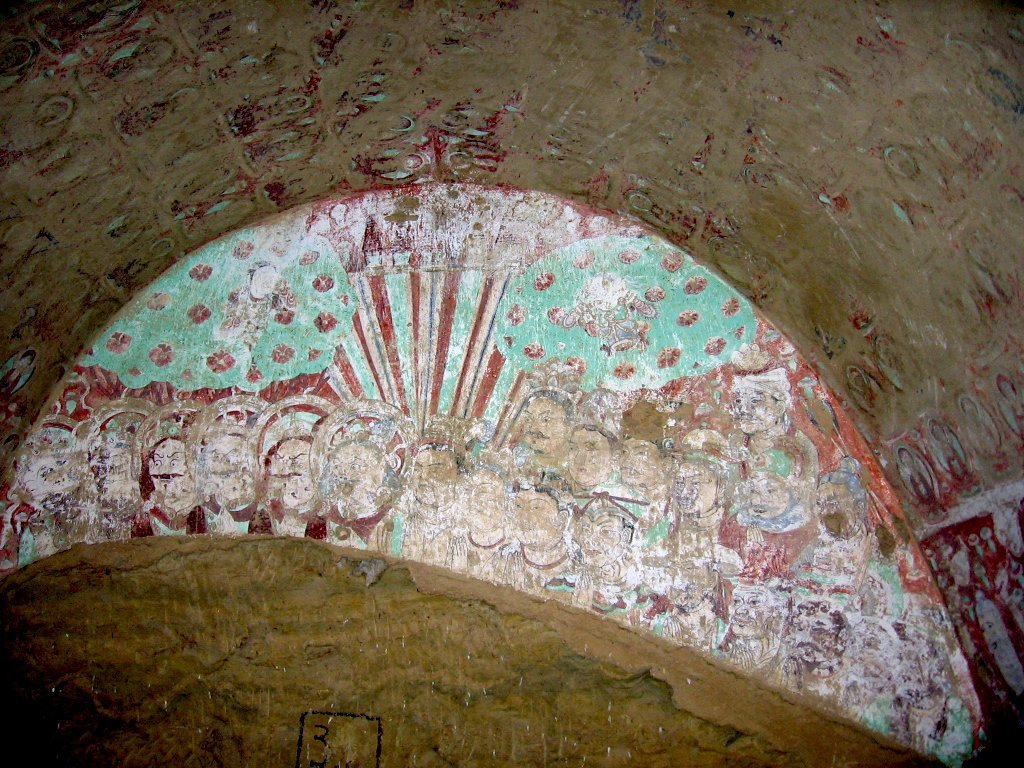
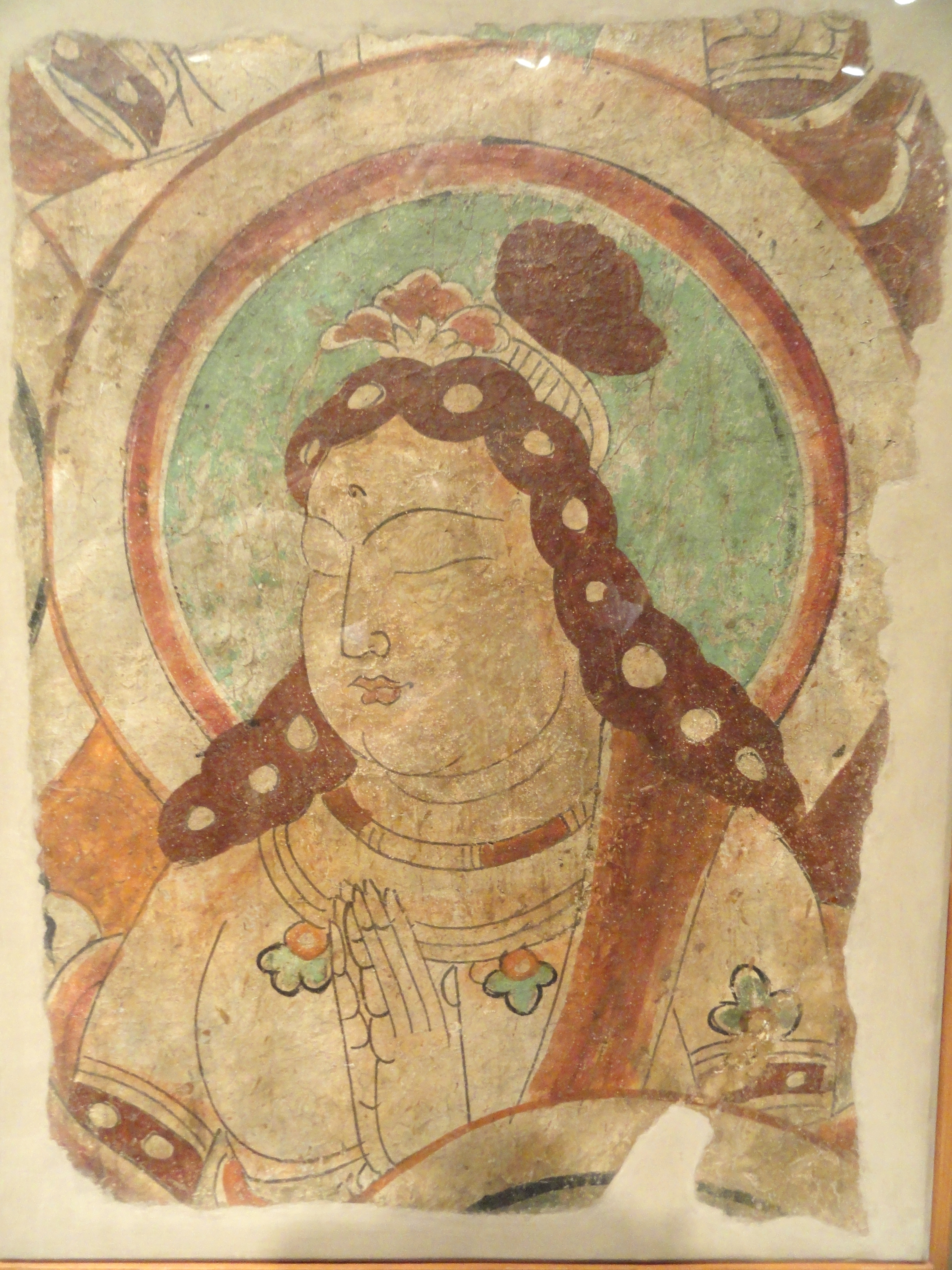
Fragment d'une peinture murale bouddhiste
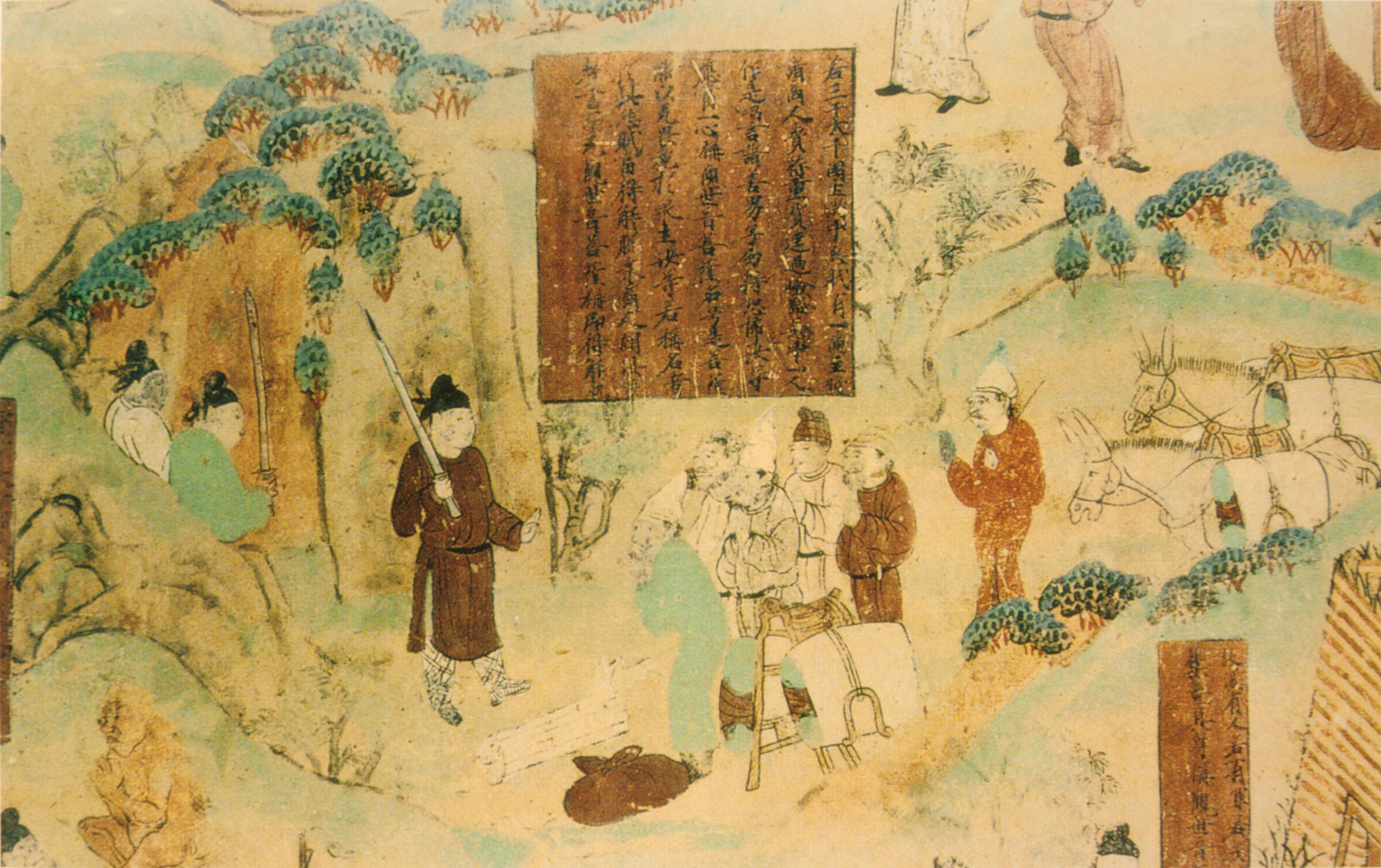
Marchands, dynastie Tang